# Хокинс, Коулмен
Коулмен «Хок» Хокинс (англ. Coleman «Hawk» Hawkins; 21 ноября 1904, Сент-Джозеф, Миссури — 19 мая 1969, Нью-Йорк) — американский джазовый музыкант, один из известнейших тенор-саксофонистов, создавший собственную исполнительскую школу и оказавший существенное влияние на таких мастеров, как Лестер Янг и Бен Уэбстер

## Биография
Коулмен Хокинс родился в негритянской семье среднего достатка. Учиться музыке начал с 4-х лет; в 9 лет уже играл на саксофоне. Впервые стал выступать в 12 лет, на школьных праздниках. В 1918 году семья Хокинсов переезжает в Чикаго. Окончив школу, Коулмен уезжает в Топеку, штат Канзас, где изучает музыку.
Первый крупный концерт Коулмена Хокинса состоялся с Jazz Hounds Мами Смит (Mamie Smith) в 1921 году, к которым он присоединился в апреле 1922 года и гастролировал по 1923 год.
В 1923 году он, уже как свободный музыкант, приехал в Нью-Йорк и недолгое время выступал с Уилбуром Смитменом. Во время одного из выступлений его заметил Флетчер Хендерсон. В январе 1924 года, Хокинс стал постоянным участником его оркестра. Играя у Хендерсона, он выработал свою индивидуальную манеру исполнения — сильный, плотный и немного грубоватый звук его саксофона можно услышать в композициях «Stampede», «St. Louis Shuffle», «Sugar Foot Stomp», «Dee Blues», «One Hour», записанных им в составе хендерсоновского оркестра.
В конце 1920-х годов Хокинс также участвовал и в некоторых из самых ранних межрасовых сессиях записи с Mound City Blue Blowers. В это же время он и Генри «Рэд» Аллен записали серию небольших фонограмм для группы ARC (на их лейблах Perfect, Melotone, Romeo и Oriole). Хокинс также записал несколько сольных записей, либо с фортепиано или пикап группой музыкантов Хендерсона в 1933—1934 годах, незадолго до своего европейского тура. Он также участвовал в сессии Бенни Гудмена (Benny Goodman) 2 февраля 1934 года для фирмы Columbia, в которой также фигурирует Милдред Бэйли (Mildred Bailey) в качестве приглашенной вокалистки.
В 1934 году К. Хокинс уезжает в Англию, где живёт до 1939 года, и играет в оркестре Джека Хилтона. В 1937 году они гастролируют в Париже, и здесь он записывает вместе с Бенни Картером, Джанго Рейнхардтом и Стефаном Граппелли знаменитые концерты Honeysuckle Rose и Crazy Rhythm. Оркестр Дж. Хистона в то время гастролировал также и в Германии, но К. Хокинсу, как негру, въезд в эту страну был запрещён.
С началом Второй мировой войны в 1939 году музыкант возвращается на родину и здесь записывает одно из своих известнейших произведений — Body and Soul. В 1941 году К. Хокинс играет в группе Каунта Бэйси, в середине 1940-х — с Тедди Уилсоном и Роем Элдриджем. В это время музыкант начинает увлекаться бибопом. В 1944 году он приглашает к сотрудничеству Телониуса Монка и они делают ряд музыкальных записей с Диззи Гиллеспи. Позднее к ним присоединяются Майлз Дэвис и Макс Роуч. В конце 1940-х годов К. Хокинс участвует в организованном джаз-импресарио Норманом Гранцем концертном турне по Америке под названием Jazz at the Philarmonic.
В 1950-е годы Хокинс неоднократно гастролирует по Европе. В 1956 году участвует в Ньюпортском джаз-фестивале. В 1957 году выпускает альбом The Hawk flies high на лейбле Riverside. В 1959 году в Лос-Анджелесе записывается на студии фирмы Verve Records вместе с Беном Уэбстером, а затем и втроём с Оскаром Питерсоном. В 1961 году музыкант работает с Бенни Картером, делает ремейк своей знаменитой парижской записи 1937 года. В 1962 году К. Хокинс совершает гастрольное турне вместе с Дюком Эллингтоном.
В течение многих лет К. Хокинс страдал алкоголизмом и депрессиями. В 1966 году, во время концерта в Окленде, музыкант на сцене потерял сознание и попал в больницу. Поправившись, он совершает с Оскаром Питерсоном европейское турне. 
Последнюю запись музыкант осуществил в 1967 году.
Коулмен Хокинс умер от заболевания печени 19 мая 1969 года в больнице Уикершам на Манхэттене и был похоронен на кладбище Вудлон в Бронксе, Нью-Йорк. 
По другим сведениям смерть наступила в результате воспаления лёгких.

## Личная жизнь
Коулмен Хокинс имел жену Долорес. В браке родились сын Рене и дочери Колетт и Мими.